# 投捕搭檔

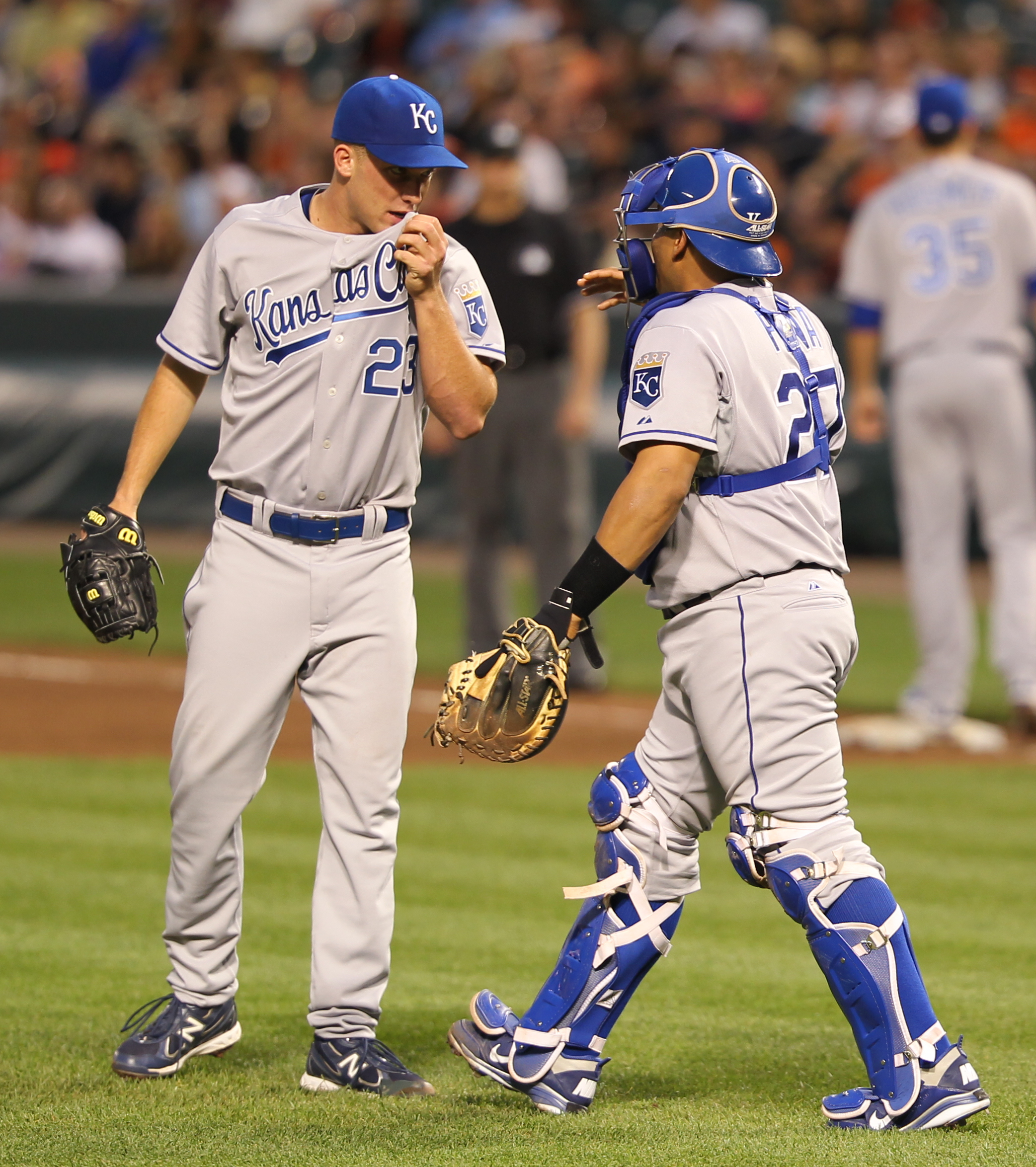
在一支棒球隊當中，投手與捕手的組合被稱為「投捕搭檔」。

在棒球當中，投捕搭檔（英語：battery）意指投手與捕手的組合關係，在英文裡也稱之為、等等。

## 歷史
投捕搭檔的英文首次出現於1860年代的亨利·查德威克，靈感來自於美國內戰中使用的炮台，比喻投手團隊的火力。隨後這個術語演變成代表投捕之間的結合效率。